# Panneau isolé structurel

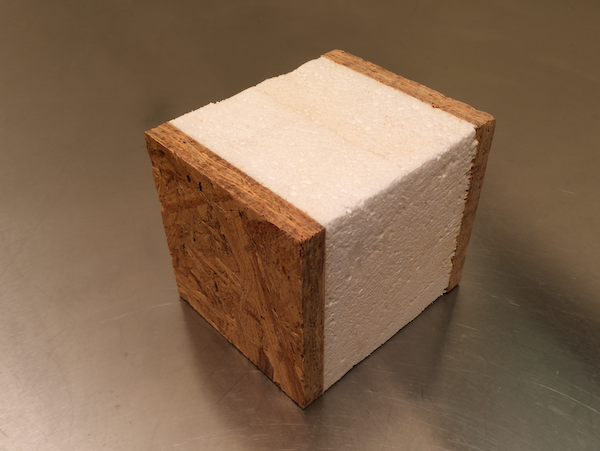
Les SIP sont le plus souvent constitué d'un noyau en mousse de polystyrène pris en sandwich entre deux panneaux OSB.

Un panneau structurel isolant ou panneau isolé structurel, ou panneau isolant structurel, (en anglais structural insulated panel - SIP), est une forme de panneau sandwich utilisé dans l'industrie de la construction.
SIP est un composite à structure sandwich, constitué d'une couche isolante formant un noyau rigide, prise en sandwich entre deux couches de panneaux structuraux, utilisé comme matériau de construction. Le panneau peut être en tôle, contreplaqué, ciment, panneau en oxyde de magnésium (MgO) ou panneaux de copeaux orientés (oriented strand board - OSB); et le noyau en mousse du polystyrène expansé (EPS), de la mousse de polystyrène extrudé (XPS), de a  mousse de polyisocyanurate, de la mousse de polyuréthane ou un nid d'abeille composite (HSC).
Les SIPs partagent les mêmes propriétés structurelles qu'une poutre en I ou une colonne en I. Le noyau d'isolation rigide du SIP agit comme une âme, tandis que le revêtement remplit la fonction des ailes. Les SIP combinent plusieurs composants de bâtiments conventionnels, tels que des montants et des solives, l'isolation, le pare-vapeur et le pare-air. Ils peuvent être utilisés pour de nombreuses applications différentes, telles que les murs extérieurs, le toit, le sol et les fondations.

## Histoire
Bien que les panneaux de noyau-mousse aient attiré l'attention dans les années 1970, l'idée d'employer des panneaux à revêtement travaillant pour la construction a commencé dans les années 1930. La recherche et la mise à l'essai de la technologie ont été effectuées principalement par le Forest Products Laboratory (FPL) de Madison, au Wisconsin, dans le cadre d'une tentative du Service des forêts des États-Unis, visant à conserver les ressources forestières. En 1937, une petite maison à revêtement travaillant (stressed skin) fut construite et attira suffisamment d'attention pour amener la Première Dame Eleanor Roosevelt à dédicacer la maison. Témoin de la durabilité de ces structures à panneaux, il a subi le climat sévère du Wisconsin et a été utilisé par l'Université du Wisconsin à Madison pour une garderie jusqu'en 1998, date à laquelle il a été retiré pour faire place au nouveau bâtiment de l'école de pharmacie. Avec le succès des panneaux à revêtement travaillant, il a été suggéré que des peaux plus résistantes pourraient absorber toute la charge structurelle et éliminer complètement le châssis ou l'ossature.
Ainsi, en 1947, le développement de panneaux isolants structuraux a commencé lorsque des noyaux en carton ondulé ont été testés avec divers matériaux de peau en contreplaqué, de panneaux durs trempés et de carton traité. Le bâtiment a été démantelé en 1978 et la plupart des panneaux ont conservé leur résistance initiale à l'exception du carton qui n'est pas adapté à une exposition extérieure. Des panneaux constitués d'un noyau de polystyrène recouverts de papier avec une peau de contreplaqué ont été utilisés dans un bâtiment en 1967 et les panneaux se sont bien comportés jusqu'à ce jour.
Les systèmes SIP ont été utilisés par Woods Constructors de Santa Paula, Californie dans leurs maisons et appartements de 1965 à 1984. Ce travail a été à la base de John Thomas Woods, de Paul Flather Woods, de John David Woods et de Frederick Thomas Woods lorsqu'ils ont utilisé un concept similaire. pour breveter la forme de base pour les maisons modulaires (brevet américain n°4817353) émise le 4 avril 1989. De nombreuses maisons à Santa Paula, Fillmore, Palm Springs et les régions avoisinantes utilisent des panneaux SIP comme principale méthode de construction. La conception a reçu l'approbation (alors) de CBO  et SBCCI, maintenant ICC .

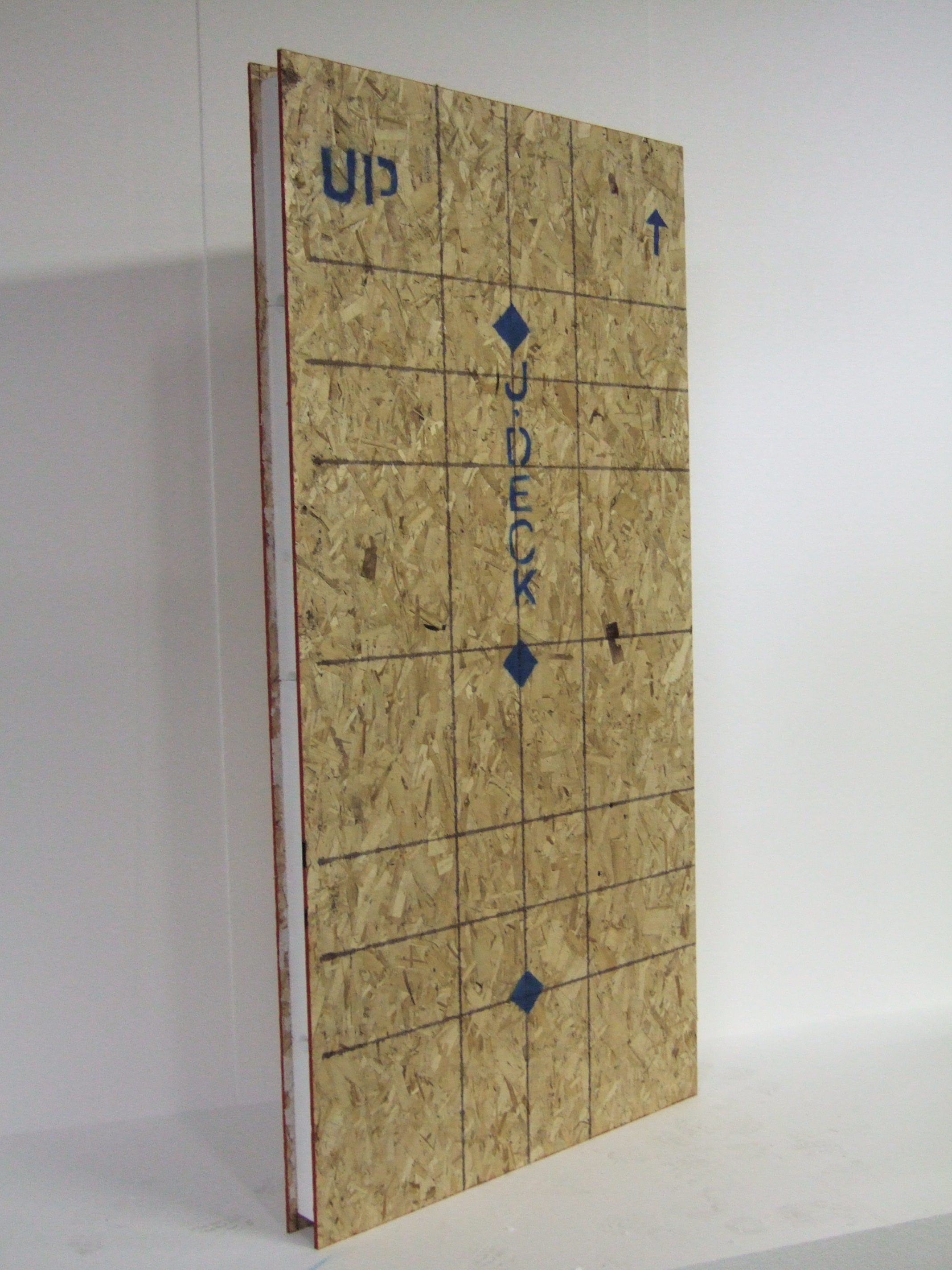
OSB standard avec panneau isolant structurel à âme EPS

## Matériaux
Les SIPs sont le plus souvent constitués de panneaux OSB pris en sandwich autour d'un noyau en mousse de polystyrène expansé (EPS), de polystyrène extrudé (XPS) ou de mousse de polyuréthane rigide. D'autres matériaux peuvent être utilisés en remplacement de panneaux OSB, tels que le contreplaqué, le contreplaqué traité sous pression pour les murs de fondation de qualité inférieure, l'acier, l'aluminium, des panneaux de ciment tels que Hardiebacker, et même des matériaux exotiques comme l'acier inoxydable, le plastique renforcé de fibres et l'oxyde de magnésium. Certains SIP utilisent des panneaux de fibre-ciment ou de contreplaqué pour les panneaux, et des fibres agricoles, comme la paille de blé, pour le noyau..
Le troisième composant des SIP est l'éclisse ou le connecteur entre les panneaux SIP. Le bois d'œuvre dimensionnel est couramment utilisé, mais crée un pont thermique et abaisse les valeurs d'isolation. Pour maintenir des valeurs d'isolation plus élevées à travers l'éclisse, les fabricants utilisent du bois isolé, des cannelures composites, des verrous mécaniques, des panneaux OSB chevauchants ou d'autres méthodes créatives. Selon la méthode choisie, d'autres avantages tels que des surfaces de clouage complètes ou une résistance structurelle accrue peuvent devenir disponibles.

## Méthodes de fabrication
Les SIPs sont le plus souvent fabriqués dans une usine traditionnelle. L'équipement de traitement est utilisé pour réguler les pressions et la chaleur de manière uniforme et cohérente. Il existe deux principales méthodes de traitement qui correspondent aux matériaux utilisés pour le noyau du panneau SIP. Lors de la fabrication d'un panneau avec un noyau de polystyrène, la pression et la chaleur sont nécessaires pour s'assurer que la colle de liaison a pénétré et est complètement fixée. Bien qu'un certain nombre de variantes existent, en général, le noyau de mousse est d'abord recouvert d'un adhésif et la peau est mise en place. Les trois pièces sont placées dans un grand dispositif de serrage et la pression et la chaleur sont appliquées. Les trois pièces doivent rester dans le dispositif de serrage jusqu'à ce que la colle soit sèche.
Lors de la fabrication d'un panneau avec un noyau de polyuréthane, la pression et la chaleur sont générées par l'expansion de la mousse pendant le processus de moussage. Les peaux sont fixées dans un grand dispositif de serrage qui fonctionne comme un moule. Les peaux doivent être tenues à l'écart l'une de l'autre pour permettre aux matières liquides en polyuréthane de s'écouler dans l'appareil. Une fois dans l'appareil, la mousse commence à s'élever. Le moule/presse est généralement configuré pour supporter la chaleur et les pressions générées par le moussage chimique. Le panneau SIP est laissé dans le moule/presse pour durcir légèrement et lorsqu'il est enlevé continuera à durcir pendant plusieurs jours.
Jusqu'à récemment, ces deux processus nécessitaient un réglage d'usine. Cependant, les progrès récents ont présenté une alternative avec l'équipement de traitement de panneau de SIP qui permet aux panneaux de SIP d'être fabriqués sur le chantier. C'est une bonne nouvelle pour les constructeurs dans les pays en développement où la technologie peut être la mieux adaptée pour réduire les émissions de gaz à effet de serre et améliorer la durabilité du logement, mais elle n'y est pas disponible.

## Avantages et inconvénients
L'utilisation de SIP apporte de nombreux avantages et quelques inconvénients par rapport à un bâtiment à ossature conventionnelle.
Le coût des SIP est plus élevé que celui d'un bâtiment à ossature comparable aux États-Unis; Cependant, cela peut ne pas être vrai ailleurs. Une maison bien construite utilisant des SIP aura une enveloppe de bâtiment plus étroite et les murs auront des propriétés isolantes plus élevées, ce qui entraînera moins de courants d'air et une diminution des coûts d'exploitation. De plus, en raison de la nature normalisée et tout-en-un des SIP, le temps de construction peut être inférieur à celui d'une maison à ossature, tout en nécessitant moins de gens de métier. Les panneaux peuvent être utilisés comme plancher, mur et toit, avec l'utilisation des panneaux au sol particulièrement avantageuse lorsqu'ils sont utilisés au-dessus d'un espace non isolé. En conséquence, le coût total du cycle de vie d'un bâtiment construit par SIP sera, en général, inférieur à celui d'un bâtiment classique - jusqu'à 40%. Le coût total de la construction (matériaux et main-d'œuvre) est-il inférieur à celui de la charpente conventionnelle? Cela dépend des circonstances, notamment des conditions de travail locales et du degré d'optimisation de la conception du bâtiment pour l'une ou l'autre technologie.
Un système à peau OSB surpasse structurellement la construction à cadre en bois classique dans certains cas; principalement dans la force de charge axiale. Les SIP conservent une polyvalence similaire que les maisons à cadres lors de l'incorporation de modèles personnalisés. De plus, étant donné que les SIP servent d'ossature, d'isolant et de revêtement extérieur, et peuvent être prédécoupés en usine pour le travail en question, l'enveloppe extérieure du bâtiment peut être construite assez rapidement. Les panneaux SIP ont également tendance à être légers et compacts, ce qui facilite cette construction hors site. De plus, les performances environnementales des SIP sont très bonnes en raison de leur isolation thermique exceptionnelle. Ils offrent également une résistance aux problèmes d'humidité et de froid comme le rétrécissement par compression et le pontage à froid qui ne peuvent pas être compensés par le bois et les matériaux de construction plus traditionnels.
Lorsqu'il est testé dans des conditions de laboratoire, le SIP, inclus dans un mur, une fondation, un plancher ou un système de toiture, est installé dans un environnement stable (sans infiltration d'air); Les systèmes intégrant de l'isolant en fibre de verre ne sont pas installés dans des environnements stables car ils nécessitent une ventilation pour éliminer l'humidité.
À l'exception des métaux structuraux, tels que l'acier, tous les matériaux structuraux se voilent avec le temps. Dans le cas des SIP, le potentiel de fluage des OSB face aux SIP avec des EPS ou des noyaux de mousse de polyuréthane a été étudié et des recommandations de conception de fluage existent,. Les effets à long terme de l'utilisation de revêtements non conventionnels et de matériaux de base nécessitent des essais spécifiques aux matériaux pour quantifier les valeurs de conception de fluage.

## Dimensions et caractéristiques
Aux États-Unis, les SIPs ont tendance à s'inscrire dans des tailles allant de 4 pieds (1,22 m) à 24 pieds (7,32 m) de largeur. Ailleurs, les dimensions typiques du produit sont de 300, 600 ou 1 200 mm de large et de 2,4, 2,7 et 3 m de long, avec des SIP de toit jusqu'à 6 m de long. Des sections plus petites facilitent le transport et la manutention, mais l'utilisation du plus grand panneau possible créera le meilleur bâtiment isolé. À 15-20 kg / m², les panneaux plus longs peuvent devenir difficiles à manipuler sans l'utilisation d'une grue pour les positionner, et c'est une considération qui doit être prise en compte en raison des coûts et des limites du site. Il convient également de noter que lorsque cela est nécessaire pour des circonstances spéciales, des portées plus longues peuvent souvent être demandées, par exemple pour une longue portée de toit. La hauteur typique des panneaux américains est de huit ou neuf pieds (2,44 à 2,75 m). Les panneaux ont une largeur de 4 à 12 pouces et un coût approximatif de 4 à 6 $/pied carré aux États-Unis. Au cours du quatrième trimestre 2010, de nouvelles méthodes de formation du rayon, de la courbe sinusoïdale, des arcs et des SIPs tubulaires ont été commercialisées. En raison de la nature personnalisée et de la difficulté technique de former et de traiter des formes spéciales, le prix est généralement trois ou quatre fois plus élevé que celui des panneaux standard par pied,.
L'EPS est la plus courante des mousses utilisées et a une valeur R  de résistance thermique d'environ 4 K m2/W par 25 mm d'épaisseur, ce qui donnerait les 3,5 pouces (88,9 mm) de mousse dans un panneau  de 4,5 pouces d'épaisseur (110 mm) une valeur R de 13,8 (attention: l'extrapolation des valeurs R sur l'épaisseur peut être imprécise en raison des propriétés thermiques non linéaires de la plupart des matériaux). Cette valeur nominale semble être comparable à un matelas de fibre de verre R-13, mais parce que dans une maison à ossature de bois standard, il y a beaucoup plus de mur contenant du bois à faible valeur R qui agit comme un pont thermique, la performance thermique du mur SIP R-13.8 sera considérablement meilleur.
Les caractéristiques d'étanchéité à l'air des maisons SIP ont conduit le programme Energy Star de l'Environmental Protection Agency à établir un protocole d'inspection particulier en place du blower door test généralement requis pour évaluer les fuites d'air de la maison. Cela permet d'accélérer le processus et d'économiser l'argent du constructeur/propriétaire.

## Standardisation et design

Construction d'une maison modulaire préfabriquée

Le Code international du bâtiment fait référence à APA, Plywood Design Specification 4 - conception et fabrication de panneaux sandwich en contreplaqué pour la conception de SIP. Ce document traitait de la mécanique de base des panneaux SIP, mais ne fournit pas de propriétés de conception pour les panneaux fournis par un fabricant en particulier. En 2007, les dispositions normatives relatives à la conception des SIP à face OSB ont été introduites pour la première fois dans le Code international de l'habitation de 2006. Ces dispositions fournissent des indications sur l'utilisation des SIP en tant que panneaux de murs uniquement.
En dehors de ces normes non exclusives, l'industrie du SIP s'est largement appuyée sur des rapports d'évaluation de code exclusifs. Au début de 2009, SIPA s'est associée à NTA Inc, une agence de certification de produits, pour produire le premier rapport de code à l'échelle de l'industrie accessible à tous les membres du SIPA qui se qualifient. Contrairement aux rapports de code précédents, les dispositions prescriptives fournies dans le rapport de code SIPA sont dérivées d'une méthodologie de conception technique qui permet au concepteur de prendre en compte les conditions de chargement non traitées dans le rapport de code.